# Omelê

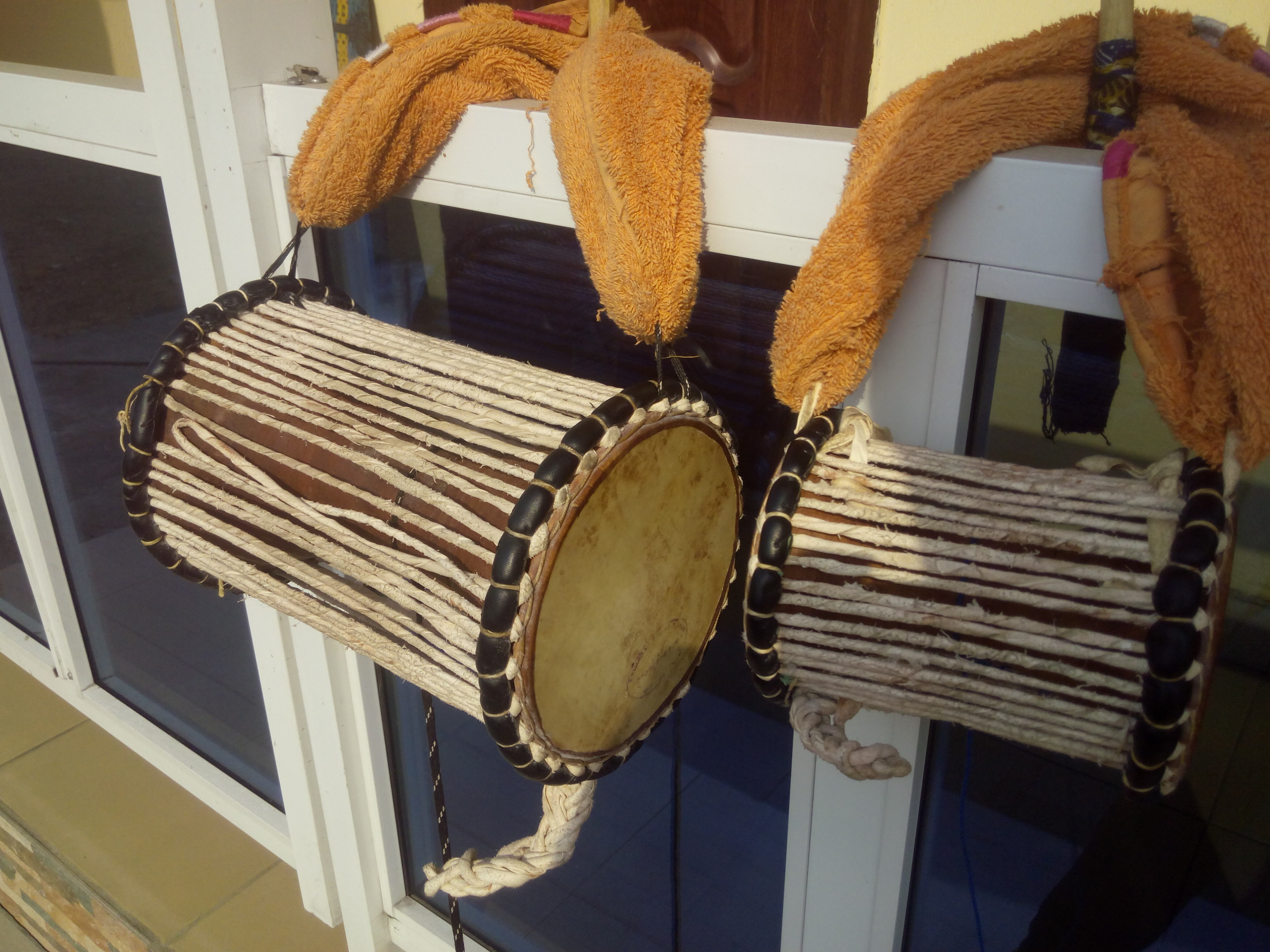
Omele

Omelê (em iorubá: Omele) é um tipo de batá (tambor tradicional iorubá) duplo. O omele é tão importante que sempre foi visto como acompanhamento, em todos os estilos e gêneros da música iorubá, como o juju, fuji, waka ou xequerê. O timbre do tambor produz a quinta mais grave da escala musical respectiva. Enquanto o tamanho do tambor dita a sua oitava, a quinta mais grave sempre será o som emitido, devido a seu formato único.
O Tambor falante é um instrumento indígena na região oeste da Nigéria, África Ocidental. O instrumento é amplamente utilizado nos estados ocidentais da Nigéria, como; Oió, Oxum, Equiti, Ogum, etc. Localmente, o nome do instrumento é chamado GANGAN, e este instrumento é usado principalmente durante celebrações, como coroações, casamentos, cerimônias de nomeação, cerimônias de enterro etc. Além disso, tem sido usado em igrejas também. Nos tempos antigos, o instrumento era usado para chamar a atenção dos chefes no palácio que o rei estava a caminho. Este instrumento não serve apenas para o propósito de ser usado em festas, também é usado para conversar secretamente e fazer troça de pessoas.